# Lijst van nummer 1-albums in de Nederlandse Album Top 100 in 1991
Onderstaande albums stonden in 1991 op nummer 1 in de LP-MC-CD Top 100 en vanaf 15 mei 1991 in de CD/MC Top 100, de voorlopers van de huidige Nederlandse Album Top 100. Wekelijks verzamelde bureau Intomart gegevens voor het samenstellen van de lijst onder auspiciën van Buma/Stemra.
| Nummer | Datum        | Artiest                       | Titel                           | Opmerking                     |
| ------ | ------------ | ----------------------------- | ------------------------------- | ----------------------------- |
| 293    | 5 januari    | Phil Collins                  | Serious hits... Live!           |                               |
|        | 12 januari   | Phil Collins                  | Serious hits... Live!           |                               |
| 294    | 19 januari   | Diverse artiesten             | Het beste uit de Top 40 van '90 | Verzamelalbum                 |
|        | 26 januari   | Diverse artiesten             | Het beste uit de Top 40 van '90 | Verzamelalbum                 |
|        | 2 februari   | Diverse artiesten             | Het beste uit de Top 40 van '90 | Verzamelalbum                 |
|        | 9 februari   | Diverse artiesten             | Het beste uit de Top 40 van '90 | Verzamelalbum                 |
| 295    | 16 februari  | Sting                         | The soul cages                  |                               |
| 296    | 23 februari  | Queen                         | Innuendo                        |                               |
|        | 2 maart      | Queen                         | Innuendo                        |                               |
|        | 9 maart      | Queen                         | Innuendo                        |                               |
|        | 16 maart     | Queen                         | Innuendo                        |                               |
| 116    | 23 maart     | Soundtrack                    | Grease                          |                               |
|        | 30 maart     | Soundtrack                    | Grease                          |                               |
| 297    | 6 april      | Diverse artiesten             | The greatest hits '91           | Verzamelalbum                 |
|        | 13 april     | Diverse artiesten             | The greatest hits '91           | Verzamelalbum                 |
| 298    | 20 april     | Diverse artiesten             | Tour of duty 2                  | Verzamelalbum                 |
|        | 27 april     | Diverse artiesten             | Tour of duty 2                  | Verzamelalbum                 |
| 299    | 4 mei        | Eurythmics                    | Greatest hits                   |                               |
|        | 11 mei       | Eurythmics                    | Greatest hits                   |                               |
|        | 18 mei       | Eurythmics                    | Greatest hits                   |                               |
|        | 25 mei       | Eurythmics                    | Greatest hits                   |                               |
|        | 1 juni       | Eurythmics                    | Greatest hits                   |                               |
|        | 8 juni       | Eurythmics                    | Greatest hits                   |                               |
| 300    | 15 juni      | R.E.M.                        | Out of time                     |                               |
| 301    | 22 juni      | Bob Marley & The Wailers      | Legend                          |                               |
|        | 29 juni      | Bob Marley & The Wailers      | Legend                          |                               |
| 302    | 6 juli       | Diverse artiesten             | The greatest hits '91 Vol.2     | Verzamelalbum                 |
|        | 13 juli      | Diverse artiesten             | The greatest hits '91 Vol.2     | Verzamelalbum                 |
|        | 20 juli      | Diverse artiesten             | The greatest hits '91 Vol.2     | Verzamelalbum                 |
| 301    | 27 juli      | Bob Marley & The Wailers      | Legend                          |                               |
| 303    | 3 augustus   | Diverse artiesten             | Turn up the bass 13 & 14        | Verzamelalbum                 |
|        | 10 augustus  | Diverse artiesten             | Turn up the bass 13 & 14        | Verzamelalbum                 |
|        | 17 augustus  | Diverse artiesten             | Turn up the bass 13 & 14        | Verzamelalbum                 |
|        | 24 augustus  | Diverse artiesten             | Turn up the bass 13 & 14        | Verzamelalbum                 |
|        | 31 augustus  | Diverse artiesten             | Turn up the bass 13 & 14        | Verzamelalbum                 |
| 304    | 7 september  | Gipsy Kings                   | Este mundo                      |                               |
|        | 14 september | Gipsy Kings                   | Este mundo                      |                               |
| 305    | 21 september | Dire Straits                  | On every street                 |                               |
|        | 28 september | Dire Straits                  | On every street                 |                               |
|        | 5 oktober    | Dire Straits                  | On every street                 |                               |
|        | 12 oktober   | Dire Straits                  | On every street                 |                               |
|        | 19 oktober   | Dire Straits                  | On every street                 |                               |
|        | 26 oktober   | Dire Straits                  | On every street                 |                               |
|        | 2 november   | Dire Straits                  | On every street                 |                               |
|        | 9 november   | Dire Straits                  | On every street                 |                               |
|        | 16 november  | Dire Straits                  | On every street                 |                               |
|        | 23 november  | Dire Straits                  | On every street                 |                               |
| 306    | 30 november  | Michael Jackson               | Dangerous                       |                               |
|        | 7 december   | Michael Jackson               | Dangerous                       |                               |
|        | 14 december  | Michael Jackson               | Dangerous                       |                               |
| 307    | 21 december  | Queen                         | Greatest hits II                |                               |
|        | 28 december  | geen CD/MC Top 100 verschenen | geen CD/MC Top 100 verschenen   | geen CD/MC Top 100 verschenen |